# Ben Wolfe
Benjamin "Ben" Wolfe (Old Lyme, Connecticut, 15 de juliol de 1993) és un ciclista professional estatunidenc. Actualment corre a l'equip Jelly Belly-Maxxis.

## Palmarès
- 2016
  - Vencedor d'una etapa al Tour de Murrieta